# پلیس سایبورگ ۲
پلیس سایبورگ ۲ (به انگلیسی: Cyborg Cop II) یک فیلم اکشن آمریکایی ویدئویی محصول سال ۱۹۹۴ به کارگردانی سام فرستنبرگ با بازی دیوید بردلی، مورگان هانتر، جیل پیرس و ویکتور ملنی است. این دنباله‌ای بر فیلم پلیس سایبورگ (۱۹۹۳) محسوب می‌شود و پلیس سایبورگ ۳ در سال ۱۹۹۵ منتشر شد.